# Castillo de Vilarig
El castillo de Vilarig, actualmente una masía, se encuentra situado en el municipio de Cistella, a pie de la carretera que lleva a Vilarig. Está documentado desde el 978.